# (1872) Héleno
(1872) Héleno es un asteroide perteneciente a los asteroides troyanos de Júpiter descubierto por Ingrid van Houten-Groeneveld, Cornelis Johannes van Houten y Tom Gehrels el 24 de marzo de 1971 desde el observatorio del Monte Palomar, Estados Unidos.

## Designación y nombre
Héleno se designó al principio como 1971 FG.
Posteriormente fue nombrado por Héleno, un personaje de la mitología griega.

## Características orbitales
Héleno orbita a una distancia media de 5,318 ua del Sol, pudiendo acercarse hasta 5,062 ua y alejarse hasta 5,573 ua. Su inclinación orbital es 14,64° y la excentricidad 0,04802. Emplea en completar una órbita alrededor del Sol 4479 días.